# Румен Денчев
Румен Георгиев Денчев е български икономист. Роден е на 1 март 1960 г. в Елхово. Бил е заместник-министър и главен секретар на Министерството на търговията и външноикономическите връзки по време на служебното правителство на Стефан Софиянски през 1997 г.
През 1985 г. завършва Аграрния университет в Бърно, специалност Икономика и управление на селското стопанство. Получава титлата инженер-икономист. Работи като началник изчислителен център на АПК „Столетов“ в Габрово. Печели конкурс и става научен сътрудник в Института по цветарство към Селскостопанска академия. Продължава работата си като научен работник в Института по икономика на селското стопанство към Селскостопанска академия. От края на 1991 г. до края на 1994 г. специализира и преподава като гост последователно в университетите в италианските градове Бари, Падуа и Пиза. През 1993 г. е ръководител на научен проект на Европейската комисия към Националния институт по аграрна икономика в Рим, Италия. Участва като един от първите български учени в съвместен научен проект на НАТО-CNR, Италия.
Бил е съветник на Министъра на земеделието в две правителства през 1994 г. и през 1996 г.
Главен секретар на новосъздадената през 1995 г. Агенция за чуждестранни инвестиции. През 1997 г. е бил член на Управителните съвети на Държавен фонд „Тютюн“ и Държавен фонд „Земеделие“.
Публикувал е над 50 научни книги, статии, рецензии.
През 1990 г. защитава докторат по икономика.
Владее италиански, английски, чешки, руски и ползва сърбохърватски език.
След 1997 г. се занимава с частен бизнес. Женен с две дъщери.